# Rendement de produit de fission
La fission nucléaire divise des noyaux lourds tels que des noyaux d'uranium ou de plutonium en deux noyaux plus légers, appelés produits de fission. Le rendement de produit de fission désigne la fraction de produit de fission produit par fission.
Ce rendement peut être défini :
1. pour chaque isotope
2. par élément chimique produit sous la forme de différents isotopes, ayant des nombres de masse différents mais un même  numéro atomique.
3. par noyau de nombre de masse donné, sans prendre en compte le numéro atomique. Ce rendement est connu sous le nom de « rendement de chaîne » car il représente le rendement de production pour une chaîne de désintégration β.

Le rendement pour isotope ou élément change quand le produit de fission subit une désintégration β, alors que le rendement de chaîne ne change pas après l'achèvement de l'émission de neutron par quelques produits de la fission initiale riches en neutrons (neutrons retardés), avec une demi-vie de quelques secondes.
Quelques isotopes stables ou instables mais proches de la vallée de stabilité peuvent être produits directement par fission, et non pas par désintégration β car parmi leurs pseudo-précurseurs l'un d'entre eux serait stable et ne se désintègrerait pas. Les rendements de chaîne ne tiennent pas compte de ces isotopes « cachés » ; cependant, ils ont une très faible rendement (moins d'un millionième des produits de fission communs) car ils sont bien moins riches en neutrons que le noyau lourd original.
Le rendement est généralement donné en pourcentage par fission, ainsi le rendement total en pourcentage est légèrement supérieur à 200 % du fait des fissions ternaires. Moins souvent, il est donné en pourcentage de tous les produits de fission, et le total représente donc 100 %. Ces rendements sont donnés en abondance, pour accéder à la masse d'un produit de fission il importe aussi de tenir compte de sa masse atomique. 

Exemple : le césium 137 formé par fission de l'uranium 235 :
- Rendement de fission = 6,337 %
- Proportion des atomes formés par fission = 6,337% / (200% + 0,3%) = 3,18 %
- Proportion massique = 3,18% * 137/((235 + 1 - 2,47) / 2 ) = 3,73 %

Des fissions ternaires, environ 0,2 % à 0,4 % des fissions, se produisent également, libérant un troisième noyau léger, tel que l'hélium 4 (90 %) ou le tritium (7 %).